# Porsche-Diesel Super N 308

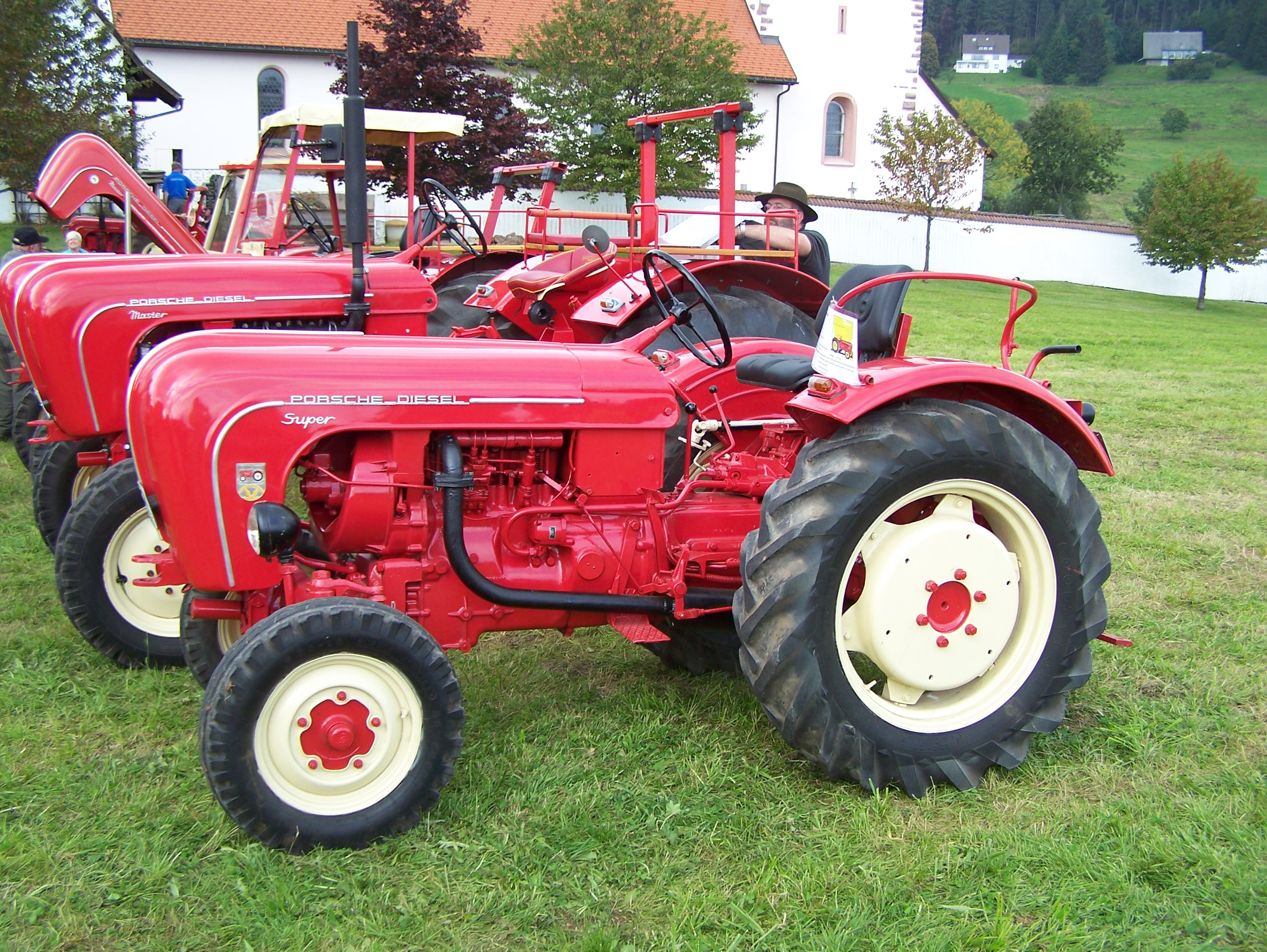
Porsche-Diesel Super N 308

Der Porsche-Diesel Super N 308 ist ein Traktor der Porsche-Diesel Motorenbau GmbH, die ihren Sitz in Friedrichshafen am Bodensee hatte und von 1957 bis 1960 das Traktorenmodell produzierte. Der Porsche-Diesel Super N 308 war das Nachfolgermodell des Porsche P 133.
Ein luftgekühlter und stehender Viertakt-Dreizylinder-Dieselmotor mit dem Wirbelkammer-Verfahren und einer Druckumlaufschmierung sorgte für den Antrieb des Porsche-Diesel Super N 308. Der 28 kW leistende Motor arbeitet mit dem Porsche-Optima-Verbrennungsverfahren und verfügt über eine stirnradgetriebene untenliegende Nockenwelle sowie hängende Ventile. Die Kurbelwelle ist vierfach-gelagert. Die Höchstgeschwindigkeit beträgt 29,9 km/h. Darüber hinaus war der Motor mit einem Radial-Kühlgebläse mit einer Thermostatsteuerung und einem Einspritzsystem von Bosch ausgestattet. Das ZF- oder Getrag-Zahnradwechselgetriebe des Porsche-Diesel Super N 308 war mit fünf Vorwärts- und einem Rückwärtsgang versehen. Optional konnte zudem ein Kriechgang bestellt werden. Zudem besaß der Traktor eine Wegzapfwelle nach DIN 9611 Form A und eine weitere hintenliegende Getriebezapfwelle. Ferner besaß der Porsche-Schlepper eine gesondert schaltbare Frontzapfwelle, die auch als Mähwerk geeignet war.
Der Porsche-Diesel Super N 308 wurde in unterschiedlichen Varianten angeboten. Durch das Verstellen der intelligenten Steckachsen konnten beim Super N 308 zwei unterschiedliche Radstände erzeugt werden, die eine Spurweite von 1250–1650 mm vorne und 1285–1880 mm hinten aufwiesen. Die Hinterachse verfügte über eine mechanische Differenzialsperre und wurde in Portalbauweise mit Verstellfelgen produziert. Als Bremse diente beim Hinterrad eine fußbetätigte Innenbackenbremse, die außerdem auch einzeln bedienbar war. Unabhängig davon wirkte eine feststellbare Handbremse, welche direkt auf das Getriebe wirkte.